# Inégalité de Bernoulli

Illustration de l'inégalité de Bernoulli pour

En analyse, l'inégalité de Bernoulli — portant le nom du mathématicien Jacques Bernoulli — énonce que :
pour tout entier n > 1 et tout réel x non nul supérieur ou égal à −1.

## Démonstrations

### Par récurrence
Soit un réel {\displaystyle x\in \left[-1,0\right[\cup \left]0,+\infty \right[}. Montrons l'inégalité pour tout entier n > 1, par récurrence sur n .
- Initialisation : {\displaystyle (1+x)^{2}=1+2x+x^{2}>1+2x} donc la propriété est vraie pour n = 2.
- Hérédité : supposons (hypothèse de récurrence) que {\displaystyle (1+x)^{k}>1+kx} et montrons que la propriété est vraie au rang suivant k + 1, c'est-à-dire montrons que {\displaystyle (1+x)^{k+1}>1+(k+1)x}.
En multipliant les deux membres de l'inégalité de l'hypothèse de récurrence par 1 + x (qui par hypothèse est positif ou nul) on obtient : {\displaystyle (1+x)^{k+1}=(1+x)^{k}(1+x)\geq (1+kx)(1+x)=1+(k+1)x+kx^{2}>1+(k+1)x}.
- Conclusion : la propriété est vraie au rang 2 et elle est héréditaire donc vraie pour tout entier n ≥ 2.

### Utilisant la formule du binôme et la formule des séries géométriques
D'après la formule du binôme, si x > 0 , {\displaystyle (1+x)^{n}=1+nx+{\frac {n(n-1)}{2}}x^{2}+\cdots +x^{n}>1+nx}
et d'après la formule de la somme des premiers termes d'une suite géométrique, si  {\displaystyle -1\leqslant x<0} : {\displaystyle n>1+(1+x)+\dots +(1+x)^{n-1}={\frac {1-(1+x)^{n}}{-x}}}, d'où {\displaystyle (1+x)^{n}>1+nx}.

### Utilisant la notion de convexité
La courbe d'une fonction strictement convexe se trouve strictement au-dessus de ses tangentes, sauf au point de contact.
Plus précisément, si {\displaystyle f} est strictement convexe dérivable sur un intervalle {\displaystyle I} et {\displaystyle x_{0}} un point de {\displaystyle I}, alors : {\displaystyle \forall x\in I\backslash \{x_{0}\}:f(x)>f(x_{0})+f'(x_{0})(x-x_{0})}.
Appliquant ceci à {\displaystyle f(x)=(1+x)^{n}} qui est bien strictement convexe sur {\displaystyle [-1,+\infty [} pour {\displaystyle n>1} car {\displaystyle f'(x)=n(1+x)^{n-1}} est strictement croissante sur cet intervalle, en prenant {\displaystyle x_{0}=0} on obtient bien {\displaystyle (1+x)^{n}>1+nx}.

## Généralisation

### Exposant étendu à un réel >1
Pour tout réel r > 1 et tout réel x non nul et supérieur ou égal à −1, on a encore :
La démonstration par convexité fonctionne de la même façon, mais on peut effectuer la démonstration élémentaire suivante :

### Cas d'un réel strictement compris entre 0 et 1
Pour tout réel {\displaystyle r\in ]0,1[} et tout réel x non nul et supérieur ou égal à −1, on a cette fois :
La fonction {\displaystyle f}définie par {\displaystyle f(x)=(1+x)^{r}} est cette fois strictement concave sur {\displaystyle [-1,+\infty [} car {\displaystyle f''(x)=r(r-1)(1+x)^{r-2}<0} sur {\displaystyle ]-1,+\infty [}, d'où le changement de sens de l'inégalité.

## Utilisations
L'inégalité de Bernoulli peut être utilisée comme lemme pour démontrer que pour tout réel q > 1, la limite de la suite géométrique (qn) est égale à +∞.
Elle peut aussi être utilisée pour démontrer l'inégalité arithmético-géométrique : {\displaystyle {\sqrt[{n}]{x_{1}\dots x_{n}}}\leqslant {\frac {x_{1}+\dots +x_{n}}{n}}}.